# Tomasz Runke
Tomasz Stanisław Runke (ur. 13 lipca 1961 w Poznaniu) – polski muzyk, gitarzysta.

## Życiorys
W latach osiemdziesiątych członek grupy Klincz. Współpracował z takimi wykonawcami jak: Urszula, Ada Rusowicz, Wojciech Korda, Wanda Kwietniewska, Katarzyna Sobczyk, Krzysztof Krawczyk, Grzegorz Kupczyk oraz grupy: Bolter i Bastion. Na przełomie lat '80 i '90 założyciel i lider grupy MOA.